# Lužice (district de Prachatice)
Pour les articles homonymes, voir Lužice.
Lužice (en allemand : Luschitz) est une commune du district de Prachatice, dans la région de Bohême-du-Sud, en République tchèque. Sa population s'élevait à 41 habitants en 2023.

## Géographie
Lužice se trouve à 3 km au sud de Netolice, à 16 km à l'est de Prachatice, à 22 km à l'ouest-nord-ouest de České Budějovice et à 118 km au sud de Prague.
La commune est limitée par Netolice au nord-ouest et au nord, par Babice à l'est, et par Lhenice au sud et à l'ouest.

## Histoire
La première mention écrite du village date de 1400.

## Galerie

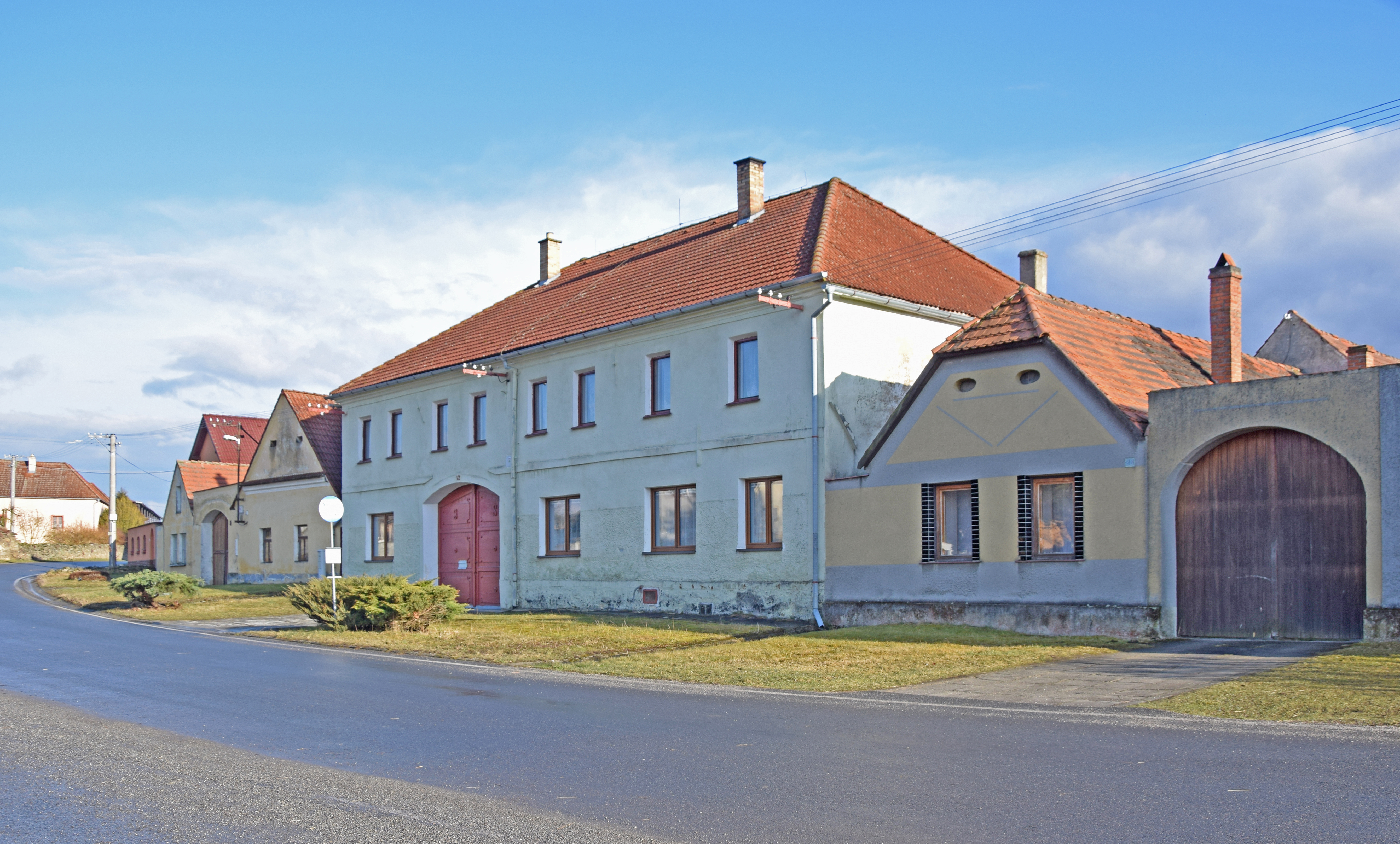
Maison à Lužice.
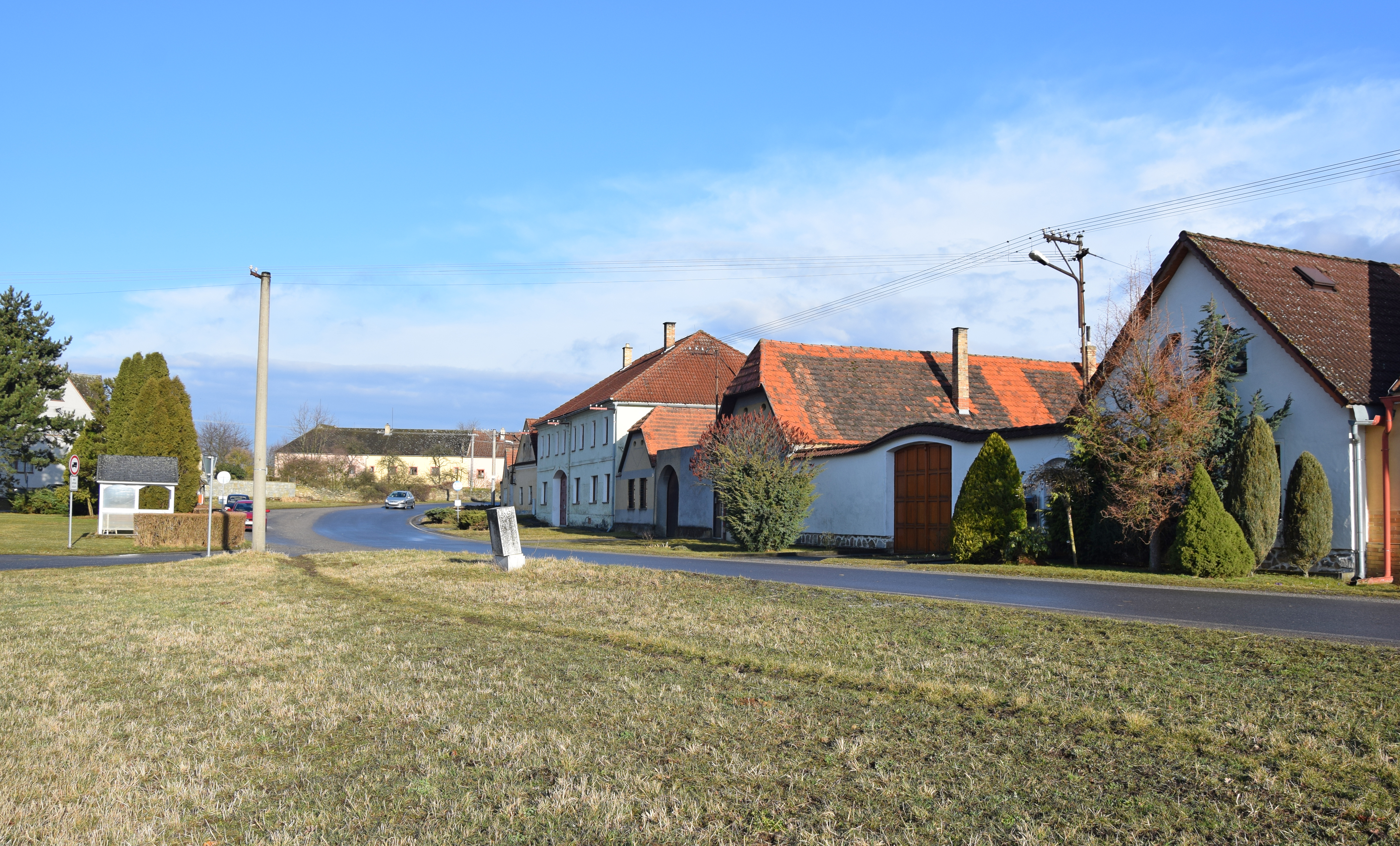
Une rue de Lužice.

## Transports
Par la route, Lužice se trouve à 3,7 km de Netolice, à 24 km de Prachatice, à 25 km de Ceské Budejovice et à 151 km de Prague.

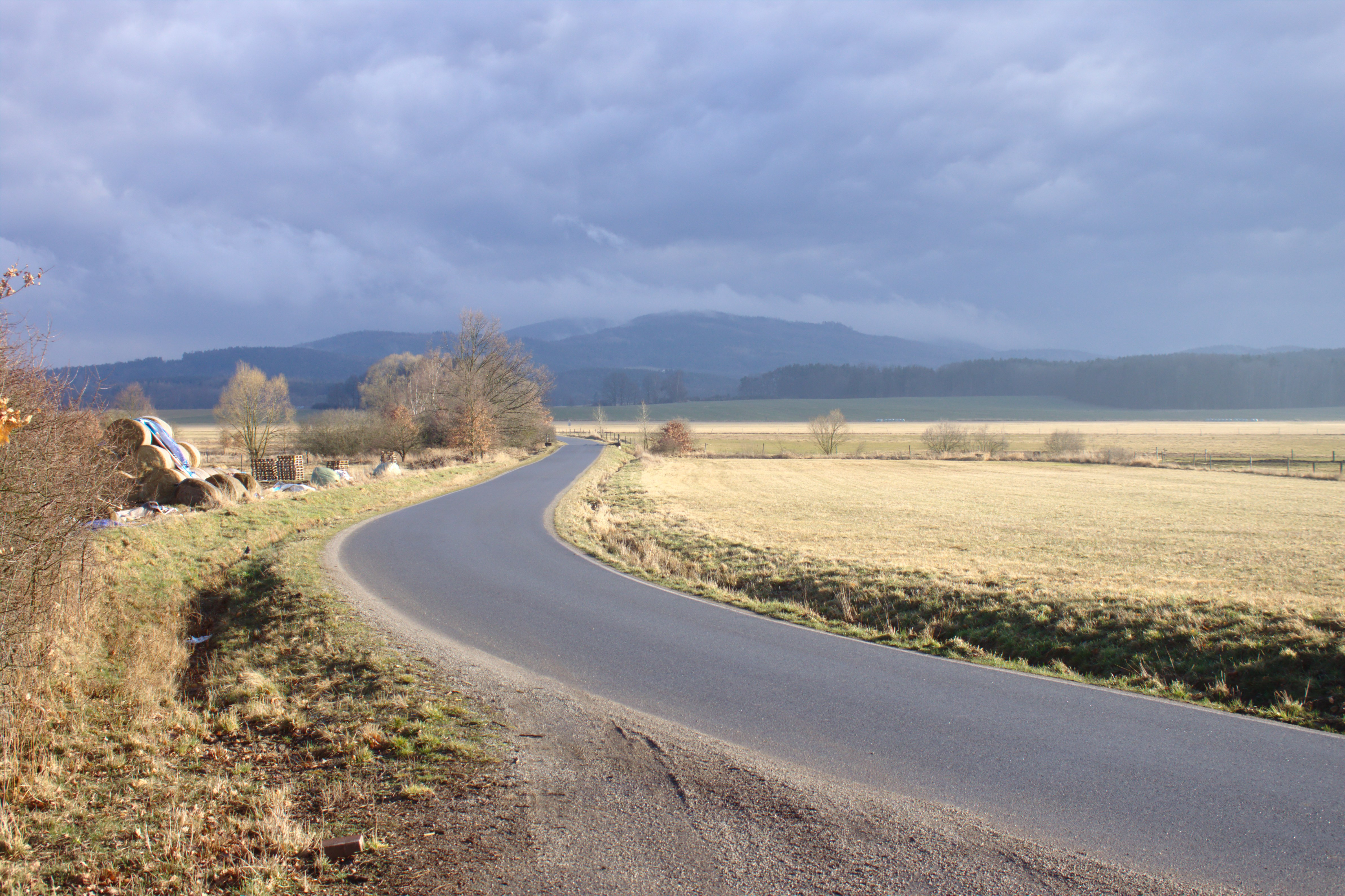
Route près de Lužice.